# Joseph Wedderburn
Joseph Henry Maclagan Wedderburn (Forfar, 2 februari 1882 – Princeton (New Jersey), 9 oktober 1948) was een Schots wiskundige. Hij bewees dat een eindige delingsalgebra een veld is. Ook bewees hij een deel van de mede naar hem genoemde stelling van Artin-Wedderburn over enkelvoudige algebra's. Hij was ook actief op het gebied van de groepentheorie en de matrixtheorie.

## Carrière
In 1904 studeerde hij te Berlijn onder Frobenius en Schur. Van 1905 tot 1909 doceerde hij aan de Universiteit van Edinburgh. Vanaf 1909 en voor de rest van zijn academische loopbaan doceerde hij aan de Princeton-universiteit; het was de latere president Woodrow Wilson die hem daar tot preceptor had aangesteld.
Van 1911 tot 1932 was hij redacteur van het tijdschrift Annals of Mathematics.